# Yukarıkayı, Tosya
Yukarıkayı là một xã thuộc huyện Tosya, tỉnh Kastamonu, Thổ Nhĩ Kỳ. Dân số thời điểm năm 2008 là 188 người.